# Марданшин, Рафаэль Мирхатимович
Рафаэль Мирхатимович Марданшин (род. 24 декабря 1961 года, Октябрьский, Башкирская АССР, РСФСР, СССР) — депутат Госдумы от региональной группы № 4 (Благовещенский — Республика Башкортостан). Член фракции «Единая Россия». Заместитель председателя комитета ГД по транспорту и развитию транспортной инфраструктуры. Член центральной контрольной комиссии партии «Единая Россия».
Из-за вторжения России на Украину, находится под международными санкциями Евросоюза, США, Великобритании и ряда других стран

## Биография
Закончил Уфимский нефтяной институт по специальности «инженер-механик», а также Башкирскую академию государственной службы и управления при Президенте РБ по специальности «менеджер — государственное и муниципальное управление».
С 1981 по 1989 года служил в ВДВ. После службы работал заместителем директора, а затем директором совместного российско-литовского предприятия, был руководителем московского офиса ООО «ПО Тяжтрансмаш». С 1995 года занимался предпринимательской деятельностью. В 2015 году окончил Российскую академию народного хозяйства и государственной службы при президенте РФ (РАНХиГС) по специальности юриспруденция.
В 2021 году на выборах в Государственную Думу VIII созыва был избран по Благовещенскому одномандатному избирательному округу № 4 как представитель от политической партии «Единая Россия». 64,11 % голосов избирателей, посетивших участки в дни голосования были отданы за Рафаэля Марданшина.

## Общественная и депутатская деятельность
- 1998—2003 — председатель «Союза предпринимателей г. Октябрьский».
- 1999—2003 — депутат городского совета Октябрьского.
- 2003—2008 — депутат Государственного собрания — Курултая республики Башкортостан.
- 2005—2007 — член Общественного совета по жилищной политике при министре регионального развития Российской Федерации.
- 2006—2017 — председатель башкортостанского регионального отделения общероссийской общественной организации «Деловая Россия».
- 2013—2016 — общественный омбудсмен по вопросам, связанным с ликвидацией нарушения прав предпринимателей в сфере исполнения судебных решений.
- 2013—2017 — координатор партийного проекта «Комфортная правовая среда» партии «Единая Россия».[2]
- с 2000 года — член совета и президиума ассоциации организаций предпринимательства РБ.
- с 2011 года — член совета при президенте республики Башкортостан по противодействию коррупции.
- с 2011 года — член совета при президенте республики Башкортостан по улучшению инвестиционного климата.
- с 2011 года — депутат Государственной думы Российской Федерации VI и VII созывов.
- с 2013 года — член рабочей группы президиума совета при президенте Российской Федерации по противодействию коррупции и взаимодействию со структурами гражданского общества.[3]
- с 2016 года — член Центральной Контрольной Комиссии партии «Единая Россия».
- с 2016 года — заместитель председателя комитета Государственной думы по государственному строительству и законодательству.
- с 2016 года — член Экспертного совета при ФНС России по совершенствованию практики применения законодательства о несостоятельности (банкротстве).
- с 2017 года — член экспертного совета Агентства Стратегических Инициатив.

## Законотворческая деятельность
С 2011 по 2019 год, в течение исполнения полномочий депутата Государственной Думы VI и VII созывов, выступил соавтором 151 законодательной инициативы и поправок к проектам федеральных законов.

## Собственность и доходы
Согласно официальным данным, совокупный семейный доход Марданшина за 2011 год составил 19,67 млн рублей. Марданшину с супругой принадлежат 39,6 соток земли, жилой дом, квартира, офисное и торговое помещения..

## Награды
- Медаль ордена «За заслуги перед Отечеством» 2 степени
- Благодарственное письмо Президента РФ 2018 г.
- Благодарность Правительства РФ 2017 г.
- Почётная грамота Президента РФ 2016 г.
- Почётная грамота Государственного собрания — Курултая РБ 2016 г.
- Почётный знак Государственной Думы РФ 2015 г.
- Почётная грамота Главы Республики Башкортостан 2015 г.;
- Почётная грамота за существенный вклад в развитие законодательства РФ и парламентаризма в РФ 2013 г.;
- Благодарность Председателя Государственной Думы РФ 2012 г.;
- Медаль ФССП РФ
- Юбилейная медаль «70 лет Вооружённых Сил СССР»
- Почётный гражданин города Октябрьский[6]
- Дипломы и почётные грамоты

## Санкции
23 февраля 2022 года внесён в санкционные списки стран Евросоюза за действия и политику, которые подрывают территориальную целостность, суверенитет и независимость Украины и ещё больше дестабилизируют Украину.
24 февраля 2022 года включён в санкционный список Канады «близких соратников режима» за голосование о признании независимости «так называемых республик в Донецке и Луганске».
24 марта 2022 года, на фоне вторжения России на Украину, включён в санкционный список США за «соучастие в войне Путина» и «поддержку усилий Кремля по вторжению в Украину», Госдеп США заявил что депутаты Госдумы используют свои полномочия для преследования инакомыслящих и политических оппонентов, нарушают свободу информации, ограничивают права человека и основные свободы граждан России.
Позднее, по аналогичным основаниям, включён в санкционные списки Великобритании, Швейцарии, Австралии, Японии, Украины и Новой Зеландии.